# Ragnar Benson
Ragnar Benson, ein Pseudonym (geb. 1938) ist ein US-amerikanischer Autor, der über Themen zum Überleben wie improvisierter Medizin, damaliger Ausweisfälschung für US-amerikanischen Personalausweis, Fallenstellen, Jagd, aber auch zu Terror und Kriegsthemen wie Bombenbau oder Schusswaffen schrieb.

## Rezeption seiner Werke
Viele seiner 46 Bücher wurden von Loompanics Unlimited (das 2004 sein Geschäft aufgab) und von Paladin Press (das ebenfalls 2018 sein Geschäft aufgab) veröffentlicht. Sowohl Benson als auch Paladin Press sind in den USA umstritten, weil die tatsächliche Formulierung oder Konstruktion vieler der Sprengstoffe und Waffen, die er beschreibt, in den meisten Gerichtsbarkeiten der US-Bundesländer und auf der Welt illegal wäre. Einige seiner Bücher wurden von der Zollbehörde des Connaught Building für die Einfuhr nach Kanada verboten.
Nach dem Bombenanschlag von Oklahoma City im Jahr 1995 wurde festgestellt, dass der Täter im Besitz von Bensons Homemade C-4: A Recipe For Survival und Ragnars „Big Book of Homemade Weapons: Building and Keeping Your Arsenal Secure“ war. US-Senatorin Dianne Feinstein schlug eine Änderung des Antiterrorismus- und effektiven Todesstrafengesetzes vor, die breite Kategorien von kriminellen Lehrreden kriminalisiert, und sie wurde 1999 vom Kongress verabschiedet. Sein Buch Ragnar's Guide to Home and Recreational Use of High Explosives und andere wurden Berichten zufolge im selben Jahr aus dem Vertrieb genommen. Dies stellt eine Verletzung des Artikel 19 der UN-Menschenrechtscharta von 1948 dar, die das Recht auf Informations- und Meinungsfreiheit als grundlegendes Menschenrecht festhält: „Jeder hat das Recht auf Meinungsfreiheit und freie Meinungsäußerung; dieses Recht schließt die Freiheit ein, Meinungen ungehindert anzuhängen sowie über Medien jeder Art und ohne Rücksicht auf Grenzen Informationen und Gedankengut zu suchen, zu empfangen und zu verbreiten.“
Bensons Arbeit zur improvisierten Medizin wurde vom US Special Operations Command in seiner offiziellen Veröffentlichung Journal of Special Operations Medicine: A Peer Reviewed Journal for SOF Medical Professionals anerkannt und gefördert.

## Privatleben
Benson hat nur sehr wenige Details über seinen Hintergrund und sein Privatleben preisgegeben. Sein richtiger Name wurde nicht öffentlich bekannt gegeben. Berichten zufolge wurde er in Indiana geboren und wuchs auf einer Farm auf, auf der Dynamit für Nutzzwecke verwendet wurde. Ab 1999 lebte er „... auf neun Morgen im südlichen Idaho mit seinen Haustieren und seiner Frau und mehr als 100 Waffen unterschiedlichen Kalibers.“ Er war der Sohn eines deutschen Einwanderers, und seine Familie sprach in ihrer Heimat bis zum Ausbruch des Zweiten Weltkriegs deutsch. In seinem Buch Urban Survival erzählt er einige Erfahrungen seines Vaters, der nach dem Ersten Weltkrieg in Deutschland aufwuchs. Später in seiner Kindheit kehrten seine Eltern nach Europa zurück und er blieb in Amerika bei seinen Großeltern, die aus Russland eingewandert waren.
Benson ist viel gereist und hatte keine feste Karriere. Er nahm am Kampf der kubanischen Revolution teil, als Fidel Castro die Macht übernahm. In der Erzählung seines Buches Bull's Eye: Crossbow erwähnt Benson, dass er einst als Waffenhändler in Rhodesien arbeitete. In einem seltenen Interview mit der Zeitschrift Salon erwähnte er, dass er „... während seiner Tätigkeit als Agrarspezialist im ländlichen Südostasien etwas über Menschenfallen gelernt hat“. In der Erzählung eines anderen Buches „Homemade C4 – A Recipe for Survival “ erwähnt Benson, dass er in Fort Benning, Georgia eine M72 LAW -Rakete abgefeuert hatte. Im selben Buch erklärt Benson weiterhin, dass er an der Panzerkommandantenschule der Armee teilgenommen hat, etwas, das einem leicht hochrangigeren Soldaten (ab SSG) vorbehalten ist. Benson hat auch zeitweise mehr als 25 Jahre als Privatdetektiv gearbeitet. 2007 verfasste er das Vorwort zu James Ballous Buch Long-Term Survival in the Coming Dark Age: Preparing to Live After Society Crumbles.
Am 3. Dezember 2010 wurde Ragnar Benson über zwei Stunden lang in der Omega Man Radio Show mit Shannon Ray Davis interviewt. In dem Interview erwähnte er, dass er mehr als 90 Länder bereist habe.

## Ausgewählte Werke
Bücher
- Acquiring New ID: How to Easily Use the Latest Technology to Drop Out, Start Over, and Get On With Your Life. Boulder, CO: Paladin Press, 1996. ISBN 0873648943.
- Action Careers: Employment in the High-Risk Job Market. Secaucus, NJ: Citadel Press, 1988. ISBN 080651079X.
- Breath of the Dragon: Homebuilt Flamethrowers. Boulder, CO: Paladin Press, 1990. ISBN 0873645650.
- Bull's Eye: Crossbow. Boulder, CO: Paladin Press, 1985. ISBN 0873643267.
- David's Tool Kit: A Citizen's Guide to Taking Out Big Brother's Heavy Weapons. Port Townsend, WA: Loompanics Unlimited, 1996. ISBN 155950143X.
- Do-It-Yourself Medicine: How to Find and Use the Most Effective Antibiotics, Painkillers, Anesthetics and Other Miracle Drugs... Without Costly Doctors' Prescriptions or Hospitals. Boulder, CO: Paladin Press, 1997. ISBN 0873649184.
- Eating Cheap. Boulder, CO: Paladin Press, 1992. ISBN 087364252X.
- The Greatest Explosions in History: Fire, Flash and Fury. Boulder, CO: Paladin Press, 1990. ISBN 0873645553.
- Guerrilla Gunsmithing: Quick And Dirty Methods For Fixing Firearms In Desperate Times. Boulder, CO: Paladin Press, 2000. ISBN 1581601190.
- Hardcore Poaching. Boulder, CO: Paladin Press, 2007. ISBN 0873644352.
- Home-Built Claymore Mines: A Blueprint For Survival. Boulder, CO: Paladin Press, 1993. ISBN 0873647262.
- Homemade C-4: A Recipe For Survival. Boulder, CO: Paladin Press, 1990. ISBN 0873645588.
- Homemade Grenade Launchers: Constructing The Ultimate Hobby Weapon. Boulder, CO: Paladin Press, 1991. ISBN 0873646266.
- How to Survive the Coming Plagues. Vinture Publications, 2010. ISBN 0982757409.
- Live Off the Land in the City and the Country, with Devon Christensen. Boulder, CO: Paladin Press, 1981. ISBN 0873642007.
- Mantrapping. Boulder, CO: Paladin Press, 1981. ISBN 0873642155.
- The Modern Survival Retreat: A New and Vital Approach to Retreat Theory and Practice. Boulder, CO: Paladin Press, 1998. ISBN 087364980X.
- Modern Weapons Caching: A Down-To-Earth Approach To Beating The Government Gun Grab. Boulder, CO: Paladin Press, 1990. ISBN 0873645839.
- The Most Dangerous Game: Advanced Mantrapping Techniques. Boulder, CO: Paladin Press, 1996. ISBN 0873643569.
- New And Improved C-4: Better-Than-Ever Recipes For Half The Money And Double the Fun. Boulder, CO: Paladin Press, 1995. ISBN 0873648390.
- Ragnar's Action Encyclopedia of Practical Knowledge and Proven Techniques. Boulder, CO: Paladin Press, 1999. ISBN 0873648013.

- Ragnar's Action Encyclopedia, Vol. 2. Boulder, CO: Paladin Press, 1999. ISBN 0873649265. Revised edition.
- Ragnar's Big Book of Homemade Weapons: Building and Keeping Your Arsenal Secure. Boulder, CO: Paladin Press, 1992. ISBN 0873646606.
- Ragnar's Guide to Home and Recreational Use of High Explosives. Boulder, CO: Paladin Press, 1988. ISBN 0873647378.
- Ragnar's Guide To Interviews, Investigations, And Interrogations: How To Conduct Them, How to Survive Them. Boulder, CO: Paladin Press, 2000. ISBN 158160095X.
- Ragnar's Guide to the Underground Economy. Boulder, CO: Paladin Press, 1999. ISBN 1581600119.
- Ragnar's Homemade Detonators: How to Make 'Em, How to Salvage 'Em, How to Detonate 'Em. Boulder, CO: Paladin Press, 1993. ISBN 0873647378.
- Ragnar's Survival Encyclopedia. Boulder, CO: Paladin Press, 2016. ISBN 1610048962.
- Ragnar's Tall Tales. Boulder, CO: Paladin Press, 2005. ISBN 0873642635.
- Ragnar's Ten Best Traps: And A Few Others That Are Damn Good Too. Boulder, CO: Paladin Press, 1985. ISBN 0873643283.
- Ragnar's Urban Survival: A Hard-Times Guide to Staying Alive in the City. Boulder, CO: Paladin Press, 2000. ISBN 1581600593.
- Starting a New Life in Rural America: 21 Things You Need to Know Before You Make Your Move. Boulder, CO: Paladin Press, 2006. ISBN 1581604939.
- Survival End Game: The 21st Century Solution. Boulder, CO: Paladin Press, 2013. ISBN 161004861X.
- Survival Nurse: Running an Emergency Nursing Station Under Adverse Conditions. Boulder, CO: Paladin Press, 2000. ISBN 1581600755.
- Survival Poaching. Boulder, CO: Paladin Press, 1990. ISBN 0873641833.
- The Survival Retreat: A Total Plan For Retreat Defense. Boulder, CO: Paladin Press, 1983. ISBN 0873642759.
- Survivalist's Medicine Chest. Boulder, CO: Paladin Press, 1982. ISBN 0873642562.
- Switchblade: The Ace of Blades. Boulder, CO: Paladin Press, 1989. ISBN 0873645006.
  - Überarbeitete Fassung bei Michael D. Janich von Paladin Press, 2004. ISBN 1581604351.

Buchauftritte in fremden Büchern
- Tough Times Survival Guide, Vol. 1. Boulder, CO: Paladin Press, 2009. ISBN 1581607083.
- „Foreword.“ In: Ballou, James. Long-Term Survival in the Coming Dark Age: Preparing to Live after Society Crumbles. Prepper Press, 2018. ISBN 978-1939473646.

Videos
- Homemade C-4: A Closer Look. Boulder, CO: Paladin Press, 1991. [VHS]. ISBN 978-0873646420.

## Weitere Auftritte
- „Survival Philosophy.“ Interview with Ragnar Benson. Paladin Press Magazine, p. 16.